# Witold Gerlicz
Witold Gerlicz (ur. 19 kwietnia 1905 w Zgierzu, zm. 24 maja 1965 w Zagrzebiu) – inżynier chemik. 

## Młodość
Syn Oskara i Heleny z Jędrzejewskich. Po ukończeniu w 1924 r. Liceum Matematyczno-Przyrodniczego im. Stanisława Staszica w Zgierzu i zdaniu egzaminu maturalnego rozpoczął w tym roku studia na Wydziale Chemicznym Politechniki Warszawskiej, które ukończył w 1929 r. uzyskując dyplom magistra inżyniera.

## Początki kariery zawodowej
Bezpośrednio po studiach odbył roczną praktykę w Zakładach Papierniczych w Mirkowie k. Konstancina. W 1932 r. ukończył szkolenie wojskowe w Szkole Podchorążych Rezerwy Artylerii Konnej we Włodzimierzu Wołyńskim, uzyskując stopień ppor. rezerwy. Jesienią 1932 roku rozpoczął pracę w Zakładach Przemysłu Barwników „Boruta” w Zgierzu, które w okresie międzywojennym były już dużą spółką akcyjną, ze znacznym udziałem Skarbu Państwa. Oprócz produkcji barwników na potrzeby łódzkiego przemysłu włókienniczego, zakłady te od 1921 r. wytwarzały na potrzeby wojska kwas pikrynowy, trotyl, chloropikrynian i difenyloaminę. Z produkcją tych wyrobów był związany Witold Gerlicz, najpierw jako inżynier ruchu, a tuż przed wybuchem II wojny światowej, jako kierownik jednego z wydziałów. W tym czasie był również prezesem Łódzkiego Koła Oficerów Rezerwy.

## II wojna światowa
Po odbyciu kampanii wrześniowej w 1939 r. Witold Gerlicz nie wrócił do zajętych przez Niemców Zakładów Boruta". Początkowo pracował w rolnictwie, a od 1941 r. w Zakładach Przemysłu Spożywczego w Winiarach k. Kalisza, z którymi wcześniej związał się jego brat Karol Gerlicz. W Zakładach tych był współtwórcą technologii wytwarzania kostek „Magi, produkowanych jeszcze po wojnie. Żołnierz Armii Krajowej i uczestnik organizacji przerzutów żywności z Zakładów w Winiarach do oddziałów partyzanckich.

## Czasy po 1945 r.
Po 1945 r. wrócił do Zgierza i włączył się w odbudowę zniszczonych podczas wojny Zakładów „Boruta", początkowo jako kierownik Wydziału Barwników Azowych, a po odwilży 1956 r. naczelny inżynier (1956–1961). W czasie tej pracy zaprojektował i nadzorował rozruch bliźniaczej do „Boruty” fabryki „Rokita” w Brzegu, której nazwy również był pomysłodawcą.
Będąc współwłaścicielem, opatentowanego w 1953 r. sposobu wytwarzania środków owado- i bakteriobójczych (Patent Nr 37262) otworzył w odziedziczonej po ojcu fabryce w Zgierzu produkcję tego środka pod handlową nazwą APEX, będącego konkurencją dla wchodzącego wtedy na rynek polski sławnego amerykańskiego środka DDT. Niestety, wkrótce firma została upaństwowiona, a produkcja APEX-u zaniechana.
W tym czasie Witold Gerlicz aktywnie uczestniczył w życiu środowiska chemicznego w Polsce, brał udział w odbudowie Polskiego Towarzystwa Chemicznego, reprezentował Polskę na światowym zjeździe chemików w Brukseli (1948).
Wkrótce polityka wkroczyła w życie Witolda Gerlicza. Ówczesne władze, zniesmaczone faktem braku przynależności partyjnej naczelnego inżyniera „Boruty” odwołały (1962) go z zajmowanego stanowiska. Pod pretekstem rzekomych zaniedbań w nadzorowanych przez niego służbach bezpieczeństwa i higieny pracy wytoczono (1962–64) mu proces karny i trzymano aż do instancji Sądu Najwyższego, który orzekł, podobnie jak niższe instancje, bezpodstawność oskarżenia i ogłosił (1964) wyrok uniewinniający. Sprawa była na tyle głośna i budząca sprzeciw opinii publicznej, że w oparciu o nią powstała książka Władysława Rymkiewicza pt. Konferencja u mecenasa (Łódź, 1964).
Po odwołaniu ze stanowiska naczelnego inżyniera „Boruty” Witold Gerlicz został generalnym projektantem rozbudowy tych zakładów. W ramach nowych obowiązków w latach 1962-63 zaprojektował również dużą fabrykę barwników w Zagrzebiu i był kierownikiem jej rozruchu. W czasie wykonywania tych obowiązków nagle zmarł w Zagrzebiu 24 maja 1965 r. Pochowany został na łódzkim cmentarzu ewangelicko-reformowanym. Ożeniony był z Marią Domicelą Urbaniak (1914–2006). Pozostawił córkę Annę Marię i syna Witolda Wojciecha.